# ヴィコンテッスヴィジエ賞
ヴィコンテッスヴィジエ賞（Prix Vicomtesse Vigier）は、パリロンシャン競馬場で行われる競馬の競走である。毎年5月に3100mの距離で施行される。

## 歴史
この競走は1859年に創設された。元々は2つの競走で成り立つビエンナル賞の第2戦であった。当初は3200mの距離で行われていたが、1871年の普仏戦争の影響で中止となり、1897年に3000mに短縮された。また、第一次世界大戦の影響で1915年から1918年の間は行われなかった。
1940年に2つの競走はジャンプラ賞と新しい名が与えられた。これは成功した馬主であり生産者でもあったジャン・プラ（1847-1940）を偲ぶためである。4歳戦の方は1943年から1945年にメゾンラフィット競馬場で施行された。1946年にロンシャンジャン・プラの名である競馬場に戻り、1955年からは3100mで行われるようになった。
4歳戦のジャンプラ賞は1985年にジャン・プラの姪で彼の厩舎を相続したヴィジエ子爵夫人マドレーヌ・ダブル・ド・サン・ランベール（1869-1970）に敬意を表してヴィコンテスヴィジェ賞と改名された。
2025年にはG1への昇格を果たした。
以前はカドラン賞の数週間前に施行されていたが、1991年にカドラン賞の施行時期が5月から10月に変更された。有力馬はカドラン賞に出走することが多く、直近では2017年のヴァジラバドが同じ年に両方の競走を優勝した。

## 歴代優勝馬
- 2000年 Amilynx
- 2001年 Speedmaster
- 2002年 Wareed
- 2003年 Cut Quartz
- 2004年 Forestier
- 2005年 Westerner
- 2006年 Shamdala
- 2007年 Lord du Sud
- 2008年 Coastal Path
- 2009年 Americain
- 2010年 Kite Wood
- 2011年 Brigantin
- 2012年 Ivory Land
- 2013年 Domeside
- 2014年 Fly With Me
- 2015年 Bathyrhon
- 2016年 Vazirabad
- 2017年 Vazirabad
- 2018年 Vazirabad
- 2019年 Called To The Bar
- 2020年 San Huberto
- 2021年 Skazino
- 2022年 Skazino
- 2023年 Sober
- 2024年 Sevenna's Knight
- 2025年 Candelari